# Pierre Jeanneret
Pierre Jeanneret, född 2 mars 1896 i Genève, död där 4 december 1967, var en schweizisk arkitekt.

## Tidiga år
Arnold-André-Pierre Jeanneret-Gris föddes i Genève. Han växte upp i det typiska Jura-landskapet som påverkade hans tidiga barndom och hans kalvinistiska rötter i Genève. Han gick på School of Fine Arts (Ecole des Beaux-Arts, Genève). Som ung student var han en lysande målare, konstnär och arkitekt, starkt influerad av Charles-Édouard Jeanneret (Le Corbusier), hans kusin och livslånga mentor. Han var cyklist i den schweiziska armén från 1916 till 1918.

## Biografi
Jeanneret har blivit berömd för sitt samarbete med kollegan och kusinen Charles Édouard Jeanneret (Le Corbusier). Tillsammans startade de ett arkitektkontor 1923 och kom att bli några av pionjärerna inom den funktionalistiska stilen och fick som ett av sina första uppdrag att rita en byggnad vid den prestigefulla Weissenhofutställningen i Stuttgart 1927. I samband med att Pierre Jeanneret gick med i den franska motståndsrörelsen 1940 uppkom ett gräl med Le Corbusier och det gemensamma kontoret upphörde.
Efter andra världskriget, i början av 1950-talet, återupptog kusinerna dock ett visst samarbete som gällde uppförandet av staden Chandigarh i Indien. Pierre Jeanneret hade en viktig roll i detta projekt och kom att stanna i staden som stadsarkitekt under de första åren efter invigningen. I enlighet med hans vilja spreds hans aska över en sjö i Chandigarh efter hans död i december 1967.

## Möbler
Förutom byggnader designade Jeanneret även möbler, både självständigt och tillsammans med Le Corbusier. Han experimenterade med en minimalistisk design, inklusive en stol som inte krävde fästen.

## Bilder på Pierre Jeannerets bostad
Pierre Jeannerets bostad i Chandigarh är numera är ett museum.

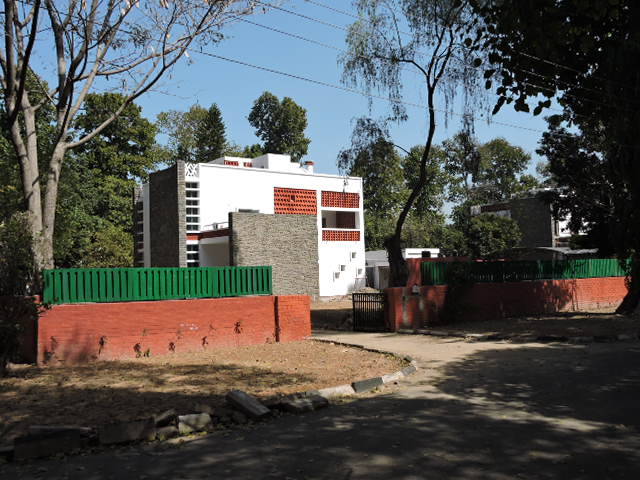
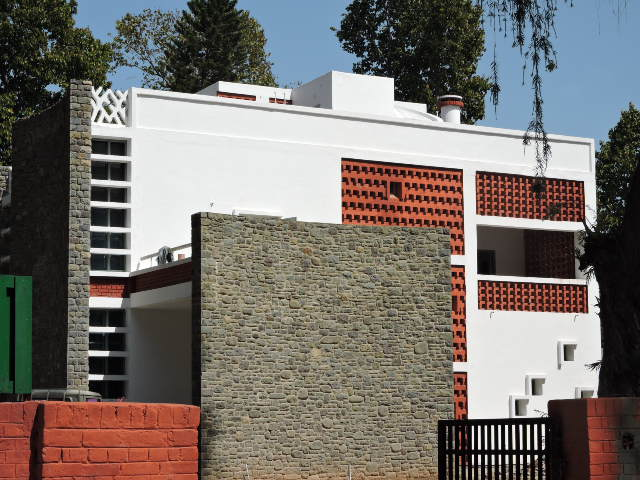
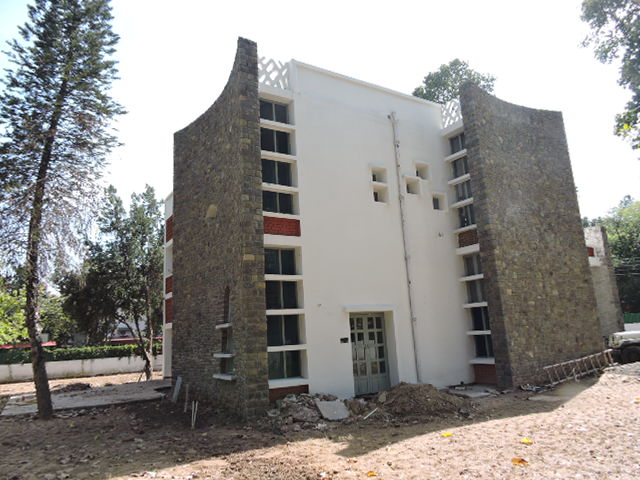
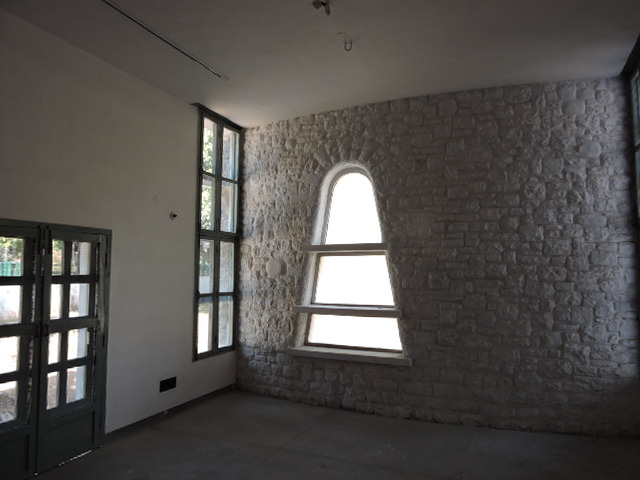